# Dokumenty Halloween
Halloween documents (Dokumenty Halloween) - używana poza Microsoftem nazwa serii jedenastu dokumentów, z których pewne są poufnymi memorandami dotyczących potencjalnej strategii Microsoftu w odniesieniu do ruchu Open Source, a szczególnie GNU/Linuksa, pozostałe komentarzami Erica Raymonda i innymi materiałami związanymi z tą sprawą.
Pierwszy dokument napisany przez inżyniera z Microsoftu Vinoda Valloppillila przeciekł w październiku 1998 do Erica Raymonda, który natychmiast opublikował opatrzoną komentarzami wersję na swojej stronie internetowej. Dokument zawierał odniesienia do drugiego memorandum (autorami byli Vinod Valloppillil i Josh Cohen), zajmującego się w szczególności GNU/Linuksem, który także został skomentowany i opublikowany przez Raymonda. Microsoft potwierdził z czasem autentyczność tych dokumentów.
Dokumenty określają Open Source, a zwłaszcza GNU/Linuksa, jako główne zagrożenie dla dominacji Microsoftu w przemyśle software'owym, a także sugerują sposoby, w jakie Microsoft mógłby zahamować postępy tego ruchu. Dokumenty przyznają, że produkty Open Source, w tym GNU/Linux, są technicznie konkurencyjne w stosunku do niektórych produktów Microsoftu oraz definiują strategię ich zwalczania. Była to sytuacja wysoce kłopotliwa dla Microsoftu, który publicznie odżegnywał się od takich zamiarów.
Od chwili opublikowania dwóch pierwotnych dokumentów do opinii publicznej przeciekły dalsze memoranda Microsoftu dotyczące pokrewnych zagadnień. Ukazują one obawy Microsoftu odnośnie do konkurencyjnych programów Open Source i potencjalne zagrożenie dla jego pozycji w przemyśle oprogramowania.
Wybrane cytaty:
- "Ostatnie badania dowodzą dobitnie... że projekty Open Source mogą uzyskać komercyjną jakość."
- (Oprogramowanie Open Source) "jest na długą metę wiarygodne ... dla jego zwalczania nie da się stosować taktyki FUD (strach, niepewność i zwątpienie)."

Ostatnią strategię inni opisują jako "Embrace, extend and extinguish" (objąć, rozwinąć i wygasić).